# Shaanxi Y-8
Lo Shaanxi Y-8 (nome in codice NATO Cub), è un quadrimotore turboelica ad ala alta prodotto dall'azienda cinese Shaanxi Aircraft Corporation negli anni ottanta ed impiegato ad uso militare principalmente per il trasporto tattico.
Sviluppo cinese del sovietico Antonov An-12 nella sua versione da trasporto militare e civile, la An-12BP, a causa della sua forte somiglianza e ruolo ne condivide anche la designazione in codice, Cub, assegnata dalla Organizzazione del Trattato dell'Atlantico del Nord (NATO) al suo predecessore.
Un esemplare in servizio con le forze aeree birmane si è schiantato, causando la morte di oltre 120 persone a bordo tra militari e familiari

## Utilizzatori
Cina
- Zhōngguó Rénmín Jiěfàngjūn Kōngjūn

Circa 170 Y-8 da trasporto consegnati, 80 in servizio al maggio 2018. 17 Y-8GX da guerra elettronica consegnati, 17 in servizio al maggio 2018.
- Zhōngguó Rénmín Jiěfàngjūn Hǎijūn Hángkōngbīng

 Birmania
- Tatmadaw Lei

4 Y-8D e 2 Y-8F-200W consegnati. 5 aerei in servizio al giugno 2017, in quanto dei due Y-8F-200W è andato perso in un incidente il 7 giugno 2017.
 Kazakistan
- National Guard of Kazakhstan

Ordine per 8 Y-8F-200WA formalizzata il 21 aprile 2018, con volo del primo esemplare kazako a giugno 2018 e consegna del primo esemplare a settembre dello stesso anno.
 Sri Lanka
- Sri Lanka Air Force

tutti gli esemplari sono stati ritirati dal servizio.
 Sudan
- Al-Quwwat al-Jawwiyya al-Sudaniyya

 Tanzania
- Jeshi la Anga la Wananchi wa Tanzania

2 Y-8F in servizio all'agosto 2021.
 Venezuela
- Aviación Militar Venezolana

8 Y-8F-200W consegnati tra il 2012 ed il 2014 e tutti in servizio al settembre 2018.